# Andreï Tokovinine
Andreï Avrelievitch Tokovinine (en russe ..., transcrit en anglais Andrei Avrel'evich Tokovinin ; il signe ses articles Andrei Tokovinin ou Andrei A. Tokovinin), né à Moscou (alors en Union soviétique) en 1953, est un astronome russe connu notamment pour ses travaux sur les étoiles multiples.
Andreï Tokovinine a été diplômé du département de physique de l'Université de Moscou en 1977, a obtenu un PhD en 1980 puis le grade de DrSci en 1992. Jusqu'en 1998, il a travaillé à l'Institut astronomique Sternberg, à Moscou, sur l'instrumentation astronomique, le testage de sites, les observations et les statistiques d'étoiles multiples. Depuis 2001, il travaille à l'Observatoire interaméricain du Cerro Tololo, au Chili. Il dirige le développement du système adaptatif laser du télescope de 4 mètres SOAR, a conçu le spectromètre échelle à haute résolution CHIRON et a développé plusieurs instruments pour la caractérisation de la turbulence optique.